# Calhoun County (Alabama)
Calhoun County je okres ve státě Alabama v USA. K roku 2010 zde žilo 118 572 obyvatel. Správním městem okresu je Anniston. Celková rozloha okresu činí 1 586 km². Byl založen v roce 1832 pod názvem Benton County. Byl pojmenován podle politika Thomase Harta Bentona. Na současný název byl přejmenován v roce 1858 podle Johna C. Calhouna.